# 頂級神岡
頂級神冈探测器是一個位於日本飛驒市附近的神岡基本粒子研究設施、正在興建中的中微子探测器。
作為超級神岡探測器的繼承者，這個計畫開始於2010年，這計畫在日本政府最高優先計畫中名列二十八位；此外，來自三大洲十三個國家的人員也參與了這項計畫。
這座探測器的興建在2019年12月13日獲得通過，出入通道的建設在2022年2月25日完工；光电倍增管的量產則開始於2021年；而這探測器預計自2027年開始收集資料。
頂級神冈探测器將會有一個可裝十億公升超純水的水槽，其容量是超級神岡探測器水槽的二十倍大，而與之相對應的偵測器的數量也會成比例增加，頂級神冈探测器的水槽將會是兩個250公尺長、大約40x40公尺見方的圓柱體，並埋在地下大約650公尺深的地方，以減少來自宇宙輻射的干擾。
這個探測器的其中一個主要目標是觀測質子衰變，超級神岡探測器的觀測已為質子的半衰期設下大約1034年的下限，而這已足以否決喬吉-格拉肖模型（Georgi–Glashow model）等部分的大統一理論；而頂級神冈探测器將可檢驗下限至大約1035年處的理論，而這使得更多大統一候選理論可接受檢驗。

## 相關書目
- Di Lodovico, Francesca. . Journal of Physics: Conference Series. 2017, 888 (1): 012020. Bibcode:2017JPhCS.888a2020D. doi:10.1088/1742-6596/888/1/012020 .
- Normile, D. . Science. 2015, 347 (6222): 598. PMID 25657225. doi:10.1126/science.347.6222.598.

## 外部連結
- 官方網站 （页面存档备份，存于）